# Docteur Jekyll et les femmes
Docteur Jekyll et les femmes, cunoscut și ca Blood of Dr. Jekyll, este un film francezo-german gotic erotic de groază scris și regizat de Walerian Borowczyk după Straniul caz al doctorului Jekyll și al domnului Hyde de Robert Louis Stevenson. În rolurile principale au interpretat actorii Udo Kier, Marina Pierro și Patrick Magee.
A  avut premiera la 17 iunie 1981. Coloana sonoră a fost compusă de Bernard Parmegiani.

## Distribuție
- Udo Kier - Dr. Henry Jekyll
- Marina Pierro - Fanny Osbourne
- Patrick Magee - General Carew
- Gérard Zalcberg - Mr. Edward Hyde
- Howard Vernon - Dr. Lanyon
- Clément Harari - Reverend Guest
- Jean Mylonas - Mr. Utterson
- Eugene Braun Munk  - Mr. Enfield